# Denkmalbereiche in Aachen

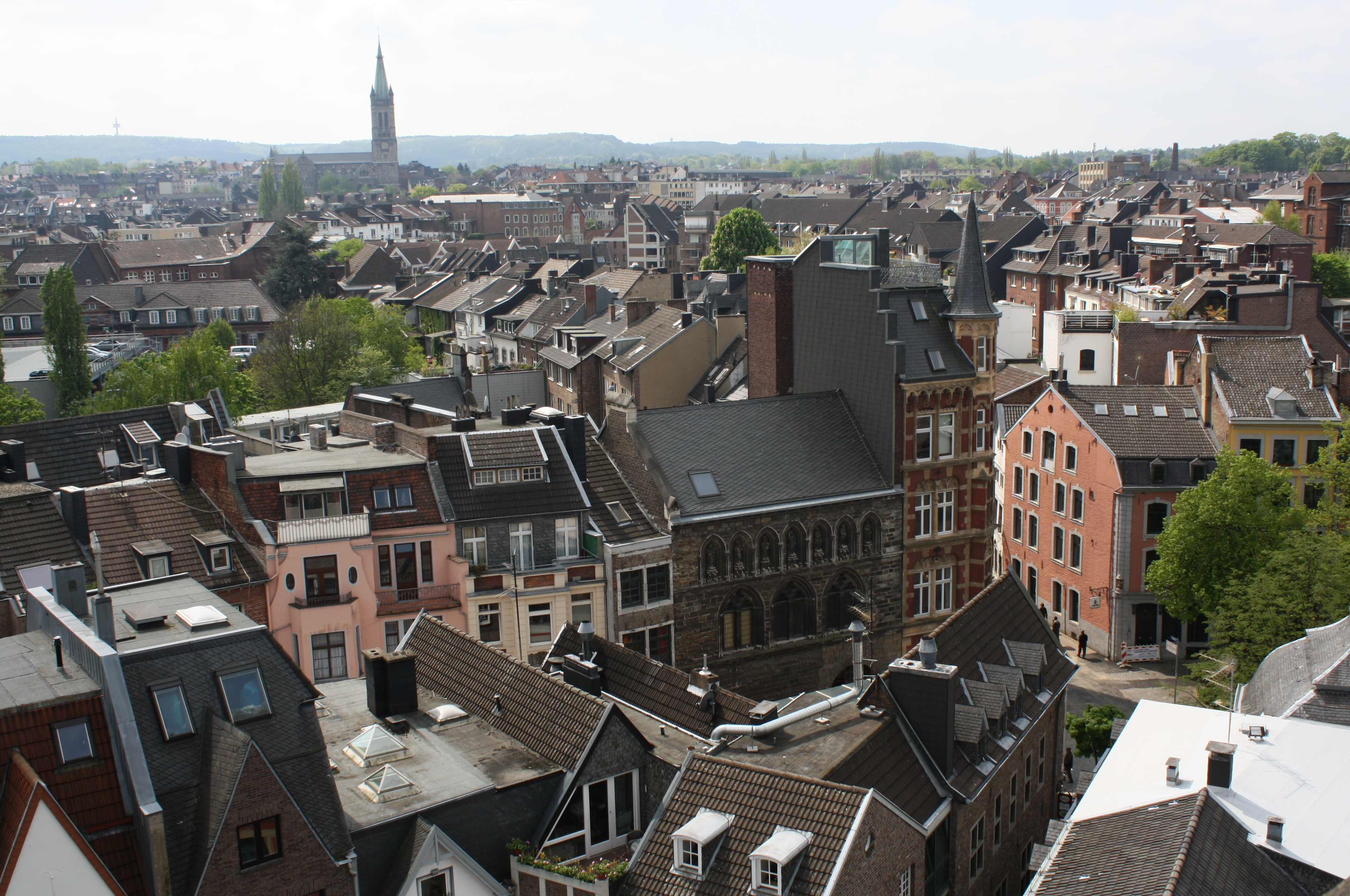
Blick vom Dom auf den Denkmalbereich Innenstadt

Diese Seite listet die Denkmalbereiche in Aachen auf.

## Gesetzliche Grundlage
Denkmalbereiche sind im Denkmalschutzgesetz Nordrhein-Westfalens definiert als Mehrheiten von baulichen Anlagen, bei denen nicht jede dazugehörige einzelne bauliche Anlage die Voraussetzungen des Denkmalschutzes erfüllt. Sie sind als Ensemble denkmalgeschützt, aber nicht jedes einzelne Bauwerk in ihnen, außer es ist extra als Baudenkmal erfasst. Denkmalbereiche werden durch Satzung der jeweiligen Gemeinde errichtet.
Die Stadt Aachen führt ihre Denkmalbereiche nicht ihrer allgemein zugänglichen Liste der Bau- und Bodendenkmäler auf, verlinkt aber auf die einzelnen Satzungen zum Schutz der Denkmalbereiche auf derselben Seite wie auf die Denkmalliste.

## Denkmalbereiche
| Bild | Bezeichnung       | Lage              | Beschreibung | Satzung vom   | Schutz seit   |
| ---- | ----------------- | ----------------- | --- | ------------- | ------------- |
|      | In den Heimgärten | Burtscheid (Lage) | 1926–1928 errichtete Wohnsiedlung mit hufeisenförmiger Gestalt und einer Aufeinanderfolge von umbautem Raum und Freiraum, eine der ersten typischen Einfamilienhaus-Genossenschafts-Siedlungen der Region Aachen. Der Denkmalbereich umfasst auch die nördlich und östlich an die Siedlung angrenzende Grünanlage bis zum Bahndamm und zum Gillesbach. | 18. März 2005 | 26. März 2005 |
|      | Innenstadt        | Altstadt (Lage)   | frühmittelalterliche Stadt rings um Dom und Rathaus innerhalb des inneren Grabenrings und ihre wichtigsten Ausfallstraßen zur äußeren Stadtmauer, geprägt durch kleinteilige Parzellenstruktur, Straßen und Plätze mit ihrer Bebauung und wenige Grünflächen.                                                                                          | 24. März 2011 | 27. März 2011 |